# Bracknell Bees
Bracknell Bees je hokejový klub z města Bracknell v hrabství Berkshire v Anglii. Klub byl založen v roce 1987, ve znaku má včelu s hokejkou, v barvách černou a žlutou a své domácí zápasy odehrává v John Nike Leisuresport Complex. Tým vlastní firma Bees Ice Management Ltd.